# 単結晶状高純度無酸素銅
単結晶状高純度無酸素銅（たんけっしょうじょうこうじゅんどむさんそどう）とは、音響製品（スピーカーケーブル、ラインケーブルなどの機器間接続）用途を目的として開発され、かつて製造されていた無酸素銅延伸材。
一方向結晶無酸素銅（いちほうこうせいけっしょうむさんそどう）ともいう
。
英語表記・略称はPCOCC (Pure Copper by Ohno Continuous Casting process) で、「大野式（加熱鋳型による）連続鋳造法で作られた単一結晶」の意味となる。"Ohno"は、PCOCCの製法を開発した大野篤美の名に由来する。

## 概要
1986年に古河電気工業が開発。OCC製法で製造された銅線は、結晶構造が単一化(結晶の長さが約100ｍにもなる）されており、不純物が入り込めるような結晶粒界がないため、高い純度と導電特性を実現でき、オーディオ用途として最適な電線素材とされる。ただし、純度については表立って公表されていない。さらに（製品によっては）アニール処理（焼鈍）される場合もある（その場合は"PCOCC-A"と呼ばれる）。
製造した素線はオーディオテクニカ、サエク、オヤイデ電気などのオーディオケーブルメーカーへ供給され、製品に加工される。
古河電気工業は、2013年3月に、据置き型オーディオの斜陽化によりオーディオ用銅線材の売り上げが低迷し、市場の回復が期待できないとしてPCOCC線材の製造を取り止めると発表。8月に製造を停止し、年内に販売を終えるとした。
製造中止の反響は大きく、程なく代替製品開発が模索され、2014年に古河電気工業の子会社であるFCMがPCOCCの代替素材として"PC-Triple C"を開発したと発表。同様にオヤイデ電気が自社開発した導体"102 SSC"を発表した。

## 脚註
1. 1 2  “PCOCCの穴を埋める高音質ケーブル素材、「PC-Triple C」登場”.  ITmedia (2014年1月22日). 2018年10月16日閲覧。
2. ↑  “ケーブルブランド探訪記（オーディオテクニカ編 その34）”.   音元出版 (2001年11月15日). 2020年8月27日閲覧。
3. 1 2 3 4  “［連載］高橋敦のオーディオ絶対領域【第40回】PCOCC製造中止でこれからどうなる？ ケーブルメーカー3社に突撃取材！”.  音元出版 (2013年3月29日). 2018年10月16日閲覧。
4. ↑  オヤイデ電気のオーディオみじんこブログ: 「オーディオ絶対領域」にPCOCC-A製造中止についてのオヤイデ電気取材記事掲載。（2013年3月31日付）
5. ↑  古河電工、高級オーディオ用銅線の生産中止 - SankeiBiz（2013年3月4日付 産経デジタル）
6. ↑  杉浦みな子 (2014年1月23日). ““待望の新素材”開発の裏側に迫る PCOCCを超える? 注目の新銅素材「PC-Triple C」開発者インタビュー”.   音元出版. 2020年8月27日閲覧。
7. ↑  密封で高鮮度、精度と撚りを追求。PCOCCに代わる異例づくめのケーブル導体「102 SSC」とは? - AV Watch（2014年12月2日付 インプレス）